# Tuberopeplus chilensis
Tuberopeplus chilensis là một loài bọ cánh cứng trong họ Cerambycidae.